# Trois Artilleurs au pensionnat
Pour plus de détails, voir Fiche technique et Distribution.
Trois Artilleurs au pensionnat est un film français réalisé par René Pujol et sorti en 1937.

## Synopsis
Trois réservistes se trompent après une soirée arrosée en croyant rentrer dans leur caserne, et se retrouvent en fait dans un pensionnat de jeunes filles. Ils empruntent les vêtements des trois nouvelles institutrices embauchées et se font passer pour elles. La fille du colonel du régiment reconnait l'un d'entre eux et décide de se venger en les dénonçant.

## Fiche technique
- Titre : Trois Artilleurs au pensionnat
- Réalisation : René Pujol
- Scénario : Jean de Letraz et André Hache
- Photographie : Nicolas Toporkoff
- Musique : Vincent Scotto
- Décors : Robert Dumesnil et Serge Piménoff
- Société de production : Productions Malesherbes
- Pays de production :  France
- Format :  Son mono - Noir et blanc - 35 mm  - 1,37:1
- Genre : Comédie
- Durée : 96 minutes[1]
- Date de sortie : France - 12 mars 1937[2]

## Distribution
- Paul Asselin : le capitaine
- Raymond Cordy : M. Plume, le charcutier
- Léonce Corne : l’adjudant
- Jeanne Fusier-Gir : Désirée, l'institutrice
- Madeleine Gérôme : Alice
- Denise Grey : Hortense, deuxième institutrice
- Odette Joyeux : Micheline
- Pierre Larquey : Félicien, le pharmacien
- Yvette Lebon : Monique
- Jane Loury : la troisième institutrice
- Jacques Louvigny : le jardinier
- Armand Lurville : le général
- Marguerite Pierry : la directrice
- Pedro Elviro : le photographe
- Claudie de Sivry : une cliente
- Marcel Simon : le colonel
- Jane Stick : la chanteuse
- Roland Toutain : Jacques Dancourt
- Yvonne Yma : Noémie
- Janine Darcey
- Micheline Francey